# Изгнанник с островов
«Изгнанник с островов» (англ. Outcast of the Islands) — британский приключенческий драматический фильм 1951 года, снятый режиссёром Кэролом Ридом, основанный на романе «Изгнанник» Джозефа Конрада.

## Сюжет
Эгоистичного и амбициозного человека — Питера Виллемса, работающего менеджером в морском порту недалеко от Сингапура, начальник уличает в краже денег и впоследствии увольняет с работы. Всё усугубляется тем, что Виллемс ссорится со своей женой и уходит из дома. В этот самый день в порт заходит торговый корабль, капитан которого был старым приятелем Виллемса. Капитан Лингард даёт второй шанс бедолаге Виллемсу, которого он знал ещё ребёнком, согласившись взять его на борт своего корабля. Торговый корабль держит курс на север, к побережью Батама. Корабль капитана Лингарда причаливает к торговой деревне, расположенной на труднопроходимом речном канале. Лингард знакомит Виллемса со своим зятем, управляющим торговлей — Эмером Олмейером, и до своего возвращения оставляет в деревне в качестве его помощника…

## В ролях
- Тревор Ховард — Питер Виллемс
- Ральф Ричардсон — капитан Лингард
- Роберт Морли — Элмер Олмейер
- Уэнди Хиллер — миссис Олмейер
- Керима — Аисса
- Джордж Кулурис — Бабалачи
- Таминэ — Таминэ
- Уифрид Хайд-Уайт — Винк
- Питер Иллинг — Алагаппа
- Бетти Энн Дэвис — миссис Уильямс
- Фредерик Валк — Худик
- А. В. Брэмбл — Бадави
- Марн Мейтленд — помощник капитана корабля
- Джеймс Кенни — Рэмси
- Аннабель Морли — Нина Олмейер

## Съёмочная группа
- Режиссёр: Кэрол Рид
- Продюсер: Кэрол Рид
- Сценарист: Джозеф Конрад
- Операторы: Эдвард Скейф, Джон Уилкокс
- Композитор: Брайан Исдейл

## Номинации
- Премия Британской Академии в области кино — номинации (1953)[1]